# Valle del Tutuvén
Valle del Tutuvén es una denominación de origen chilena para vinos procedentes de la zona vitícola homónima que se ajusten a los requisitos establecidos por el Decreto de Agricultura nº 464 de 14 de diciembre de 1994, que establece la zonificación vitícola del país y fija las normas para su utilización como denominaciones de origen.
La zona vitícola Valle del Tutuvén se encuadra dentro de la subregión del Valle del Maule y posee sólo un área denominada Cauquenes que comprende el territorio de la comuna de Cauquenes de la provincia del mismo nombre.